# دانيلا وايت
دانيلا وايت (بالإنجليزية: Danielle White)‏ هي مغنية أمريكية، ولدت في 2 فبراير 1992 في سينسيناتي في الولايات المتحدة.

## وصلات خارجية
- دانيلا وايت على موقع IMDb (الإنجليزية)
- دانيلا وايت على موقع ميوزك برينز (الإنجليزية)
- دانيلا وايت على موقع ديسكوغز (الإنجليزية)
- دانيلا وايت على موقع قاعدة بيانات الفيلم (الإنجليزية)